# Jeanne Hébuterne (New York)
Jeanne Hébuterne est un tableau réalisé par le peintre italien Amedeo Modigliani en 1919. Cette huile sur toile est l'un des nombreux portraits que réalise l'artiste de Jeanne Hébuterne, laquelle est ici figurée assise, un doigt contre la joue. L'œuvre est conservée au Metropolitan Museum of Art, à New York, aux États-Unis, depuis un don en 1956.